# Campionati europei di slittino 1928
I Campionati europei di slittino 1928 sono stati la 2ª edizione della competizione.
Si sono svolti a Schreiberhau, in Germania, dal 4 al 5 febbraio 1928.

## Medagliere
| Pos.   | Nazione        | Oro | Argento | Bronzo | Totale |
| ------ | -------------- | --- | ------- | ------ | ------ |
| 1      | Germania       | 2   | 2       | 1      | 5      |
| 2      | Cecoslovacchia | 1   | 1       | 1      | 3      |
| 3      | Austria        | 0   | 0       | 1      | 1      |
| Totale | Totale         | 3   | 3       | 3      | 9      |

## Podi
| Evento            | Oro                         | Argento                    | Bronzo                       |
| Singolo Maschile  | Fritz Preissler             | Rudolf Kauschka            | Karl Wagner                  |
| Doppio Maschile   | Herbert Elger Wilhelm Adolf | Richard Feist Walter Feist | Alfred Posselt Fritz Posselt |
| Singolo Femminile | Hilde Raupach               | Margarete Wolff            | Else Hench                   |